# Samson Ramadhani

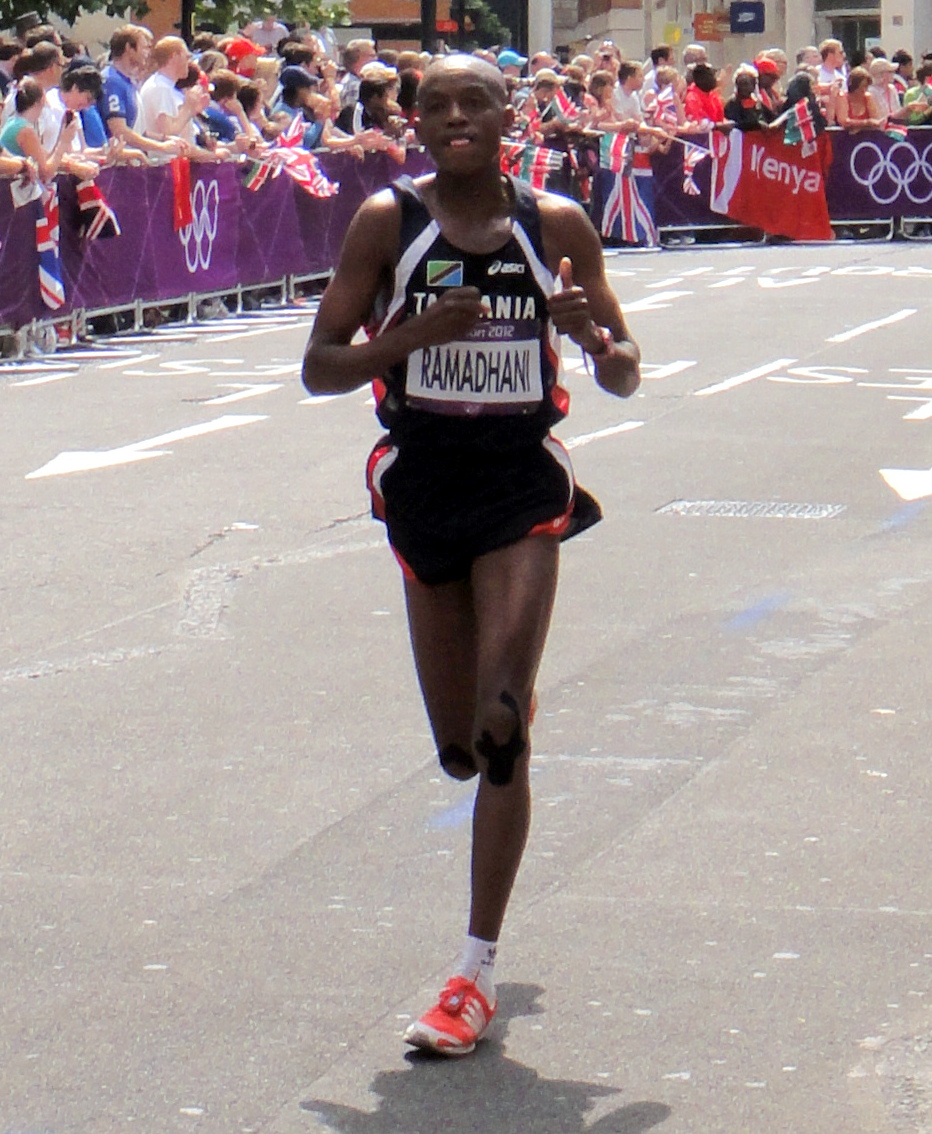
Samson Ramadhani beim Marathon der Olympischen Spiele 2012

Samson Ramadhani (Samson Ramadhani Nyonyi; * 25. Dezember 1982 in Singida) ist ein tansanischer Langstreckenläufer, der sich auf den Marathon spezialisiert hat.
2003 siegte er beim Beppu-Ōita-Marathon und stellte als Fünfter beim London-Marathon mit 2:08:01 h seine persönliche Bestzeit auf. Bei den Leichtathletik-Weltmeisterschaften in Paris/Saint-Denis kam er auf Platz 15 und bei den Olympischen Spielen 2004 in Athen auf Platz 40.
Im Jahr darauf wurde er Fünfter bei den Weltmeisterschaften in Helsinki. 2006 holte er Gold bei den Commonwealth Games in Melbourne. Einem Sieg beim Biwa-See-Marathon 2007 folgte ein 25. Platz bei den Weltmeisterschaften in Osaka.
2008 belegte er beim Marathon der Olympischen Spiele in Peking den 55. Platz. Vier Jahre später bei den Olympischen Spielen in London wurde er im gleichen Wettbewerb 66.